# Nicholas Cheong Jin-suk
Nicholas Cheong Jin-suk (정진석; Seul, 7 dicembre 1931 – Seul, 27 aprile 2021) è stato un cardinale e arcivescovo cattolico sudcoreano.

## Biografia

### Formazione e ministero sacerdotale
Entrato in seminario sin da giovane, si è iscritto nel 1950 alla facoltà di Ingegneria all'Università di Seul ma, dallo scoppio della Guerra di Corea ha avuto enormi difficoltà ad esercitare la sua attività prima per l'avvento delle truppe comuniste e poi per l'entrata in guerra della Cina, eventi che lo hanno costretto a nascondersi ed a lasciare la capitale.
È stato ordinato sacerdote il 18 marzo 1961.

### Ministero episcopale e cardinalato
È stato nominato vescovo di Cheongju il 25 giugno 1970 ed arcivescovo di Seul il 29 maggio 1998, divenendo nel contempo anche amministratore apostolico di Pyongyang.
Si è espresso in più occasioni a favore di una maggiore giustizia sociale nel suo paese e in modo molto netto contro la ricerca sulle cellule staminali embrionali, tema che ha trattato con decisione in occasione della messa commemorativa per il primo sacerdote e martire coreano, sant'Andrea Kim Taegon.
È stato nominato cardinale il 24 marzo 2006 da papa Benedetto XVI, secondo cardinale coreano nella storia. In occasione della sua nomina a cardinale, il presidente coreano Roh Moo-hyun ha dichiarato che «gli oltre 4 milioni di cattolici coreani attendono con ansia l'onore di un nuovo cardinale»; erano infatti 37 anni che la Chiesa non creava un cardinale in Corea del Sud, dopo la nomina di Stephen Kim Sou-hwan.
È stato membro del Pontificio consiglio per la famiglia e del Pontificio consiglio delle comunicazioni sociali.
Il 7 dicembre 2011 ha compiuto ottanta anni, perdendo il diritto al voto nel prossimo conclave.
Il 10 maggio 2012 Benedetto XVI accoglie la sua rinuncia al governo pastorale dell'arcidiocesi di Seul per raggiunti limiti d'età.
È morto al "Saint Mary's Hospital" di Seul il 27 aprile 2021, all'età di 89 anni. Era stato ricoverato in ospedale il 21 febbraio con difficoltà respiratorie e una leggera febbre e il 22 febbraio il suo successore, il cardinale Andrew Yeom Soo-jung, gli aveva amministrato l'unzione degli infermi. In seguito ai solenni funerali celebrati il 1º maggio dal suo successore nella cattedrale di Myeong-dong, è stato sepolto nel cimitero presbiterale cattolico di Yongin.

## Genealogia episcopale e successione apostolica
La genealogia episcopale è:
- Cardinale Scipione Rebiba
- Cardinale Giulio Antonio Santori
- Cardinale Girolamo Bernerio, O.P.
- Arcivescovo Galeazzo Sanvitale
- Cardinale Ludovico Ludovisi
- Cardinale Luigi Caetani
- Cardinale Ulderico Carpegna
- Cardinale Paluzzo Paluzzi Altieri degli Albertoni
- Papa Benedetto XIII
- Papa Benedetto XIV
- Papa Clemente XIII
- Cardinale Marcantonio Colonna
- Cardinale Giacinto Sigismondo Gerdil, B.
- Cardinale Giulio Maria della Somaglia
- Cardinale Carlo Odescalchi, S.I.
- Vescovo Eugène de Mazenod, O.M.I.
- Cardinale Joseph Hippolyte Guibert, O.M.I.
- Cardinale François-Marie-Benjamin Richard
- Arcivescovo Gustave Mutel, M.E.P.
- Vescovo Adrien-Joseph Larribeau, M.E.P.
- Arcivescovo Paul Kinam Ro
- Cardinale Nicholas Cheong Jin-Suk

La successione apostolica è:
- Vescovo Gabriel Chang Bong-hun (1999)
- Vescovo Joseph Lee Han-taek, S.I. (2002)
- Cardinale Andrew Yeom Soo-jung (2002)
- Vescovo Lucas Kim Woon-hoe (2002)
- Vescovo Basil Cho Kyu-man (2006)